# 埃唐普县
埃唐普县（法語：canton d'Étampes）是法国埃松省的一个县（省级选区），中央投票站位于埃唐普。该县涵盖44个市镇。